# 연애 징크스!!!
《연애 징크스!!!》(일본어: ジンクス!!! 진쿠스!!![*])는 2013년 공개된 일본의 로맨스 영화이다. 일본을 무대로 대한민국의 유학생이 주선하여 젊은 남녀의 첫사랑을 그린 로맨스 영화이다. 일본과 대한민국의 연애에 관한 징크스의 차이가 다루어지고 있다.

## 줄거리
사랑하는 사람을 사고로 잃고 그를 잊기 위해 한국에서 일본으로 3개월간의 단기 유학을 떠나 온유학생 지호(효민)는 일본 기숙사에서 친구도 없고 혼자 외로운 대학생활을 보내는 카에데(시미즈 쿠루미)를 만난다. 지호는 카에데가 같은 대학을 다니는 유수케(야마자키 켄토)를 좋아하는 걸 알게 되고 카에데 사랑을 응원하며 첫사랑 연애 코치를 자처 한다. 문자 보내는 방법, 데이트 신청하는 방법, 미소 짓는 방법에서 고백까지 가르치며 하나씩 한국식 연애 지침을 투입하는 지호, 그런 지호의 적극적인 연애 코치로 인해 카에데와 유수케의 사랑은 예상치 못한 방향으로 흘러가는데…

## 캐스팅
- 효민 - 지호 역
- 시미즈 쿠루미 - 카에데 역
- 야마자키 켄토 - 유수케 역
- 마츠야마 아이리 - 무로이 쿠니코 역
- 미야타 사나에 - 미무라 사치에 역
- 다카하시 카즈야 - 사토 키요하루 역
- 오치아이 모토키
- 전수경
- 이지훈 - 이태웅 역